# 히말라얀
히말라얀(Himalayan)은 1950년대 페르시안과 샴고양이의 인공교배에 의한 고양이의 한 품종으로 털빛이나 눈빛은 샴과, 체형은 페르시안과 닮았다. 1930년경부터 미국과 영국에서 품종이 개량되기 시작하였다. 아주 온순하여 사람을 잘 따르며, 울음소리가 작다.